# Xã Butler, Quận Calhoun, Iowa
Xã Butler (tiếng Anh: Butler Township) là một xã thuộc quận Calhoun, tiểu bang Iowa, Hoa Kỳ. Năm 2010, dân số của xã này là 873 người.